# しし座イオタ星
しし座ι星（ししざイオタせい、ι Leonis、ι Leo）は、しし座にある連星系である。年周視差に基づいて計算した太陽からの距離は77光年と、近傍の恒星系である。しし座ι星系は、見かけの合成等級が4.00と、肉眼でみることができる明るさである。しし座ι星は、視覚的に軌道が求められた実視連星であるとともに、視線速度も変化する分光連星であり、軌道周期は約190年である。

## 星系
しし座ι星は三重星で、2秒程度離れた4等星しし座ι星Aと7等星しし座ι星Bの対に、そこから北に5.5分くらい離れた位置にみえる11等星しし座ι星Cの3星からなる。
しし座ι星が重星であることを明らかにしたのは、ヴィルヘルム・シュトルーヴェとされる。しし座ι星AとBは、スミスとチェンバーズによれば「淡い黄色と青白い対」にみえるとされるが、これはそれぞれのスペクトル型に対応する色味と逆で、コントラスト効果で視覚がいかに騙されやすいかを示す好例である。シュトルーヴェの1827年の観測以降多数の観測が行われ、連星であることがわかり、19世紀末には視覚的な軌道から軌道要素が求められるまでになった。しし座ι星の軌道周期は100年を大きく超えていたので、当初は軌道の一部だけから軌道要素を推定しており、20世紀半ばにようやくベズが精度の高い軌道要素を求めた。
一方で、しし座ι星では視線速度の測定も繰り返され、視線速度の時間変化が確認されたが、それは視覚的な軌道運動に対応したゆっくりなものであった。一度、周期16年の別の軌道が示され、新たな伴星の存在が検討されたが、周期と軌道長半径の間に矛盾があり、導出に際して参照された視線速度も他と整合しないため、誤検出と考えられている。
しし座ι星Aとしし座ι星Bの軌道は、周期約190年、離心率が0.55、軌道傾斜角が約127度で、軌道長半径は見かけ上1.93秒角であり、実距離にするとおよそ45 auとなる。
しし座ι星Cが、しし座ι星ABの対と真の連星をなしているかどうかは、明らかになっていない。年周視差や固有運動は共通しており、もし真の連星であれば、しし座ι星Cは、しし座ι星ABから7900 au以上離れており、軌道周期は50万年以上になるとみられる。

## 特徴
しし座ι星Aは、F型準巨星とみられ、スペクトル型はF2 IVとされるが、見積によってF0からF5まで幅がある。しし座ι星Bは、しし座ι星Aとの等級差から、太陽に良く似たG型主系列星で、スペクトル型はG3 Vと推定される。質量は、しし座ι星Aが太陽のおよそ1.4倍、しし座ι星Bが太陽のおよそ1.2倍と計算される。太陽の1.4倍の質量の恒星が、20億年に満たない年齢では、主系列段階を終えているとは考えにくく、まだ準巨星にはなっていないとする説もある。
しし座ι星Aは、ツィナーによって光度変化が指摘されたことがある。そのため、新しい変光星候補に挙げられ、変光星であればたて座δ型であろうと考えられているが、その後しし座ι星が変光星であることを証明する観測はなく、確定した変光星にはなっていない。
しし座ι星Cは、スペクトル型がM0.5 Vと分類される赤色矮星で、質量や半径は太陽の3分の2程度と推定される。

## 名称
中国では、しし座ι星は、天帝の宮殿の庭園を囲う右側（西側）の壁を表す太微右垣（拼音: Tài Wēi Yòu Yuán）という星官を、おとめ座β星、しし座σ星、しし座θ星、しし座δ星と共に形成する。しし座ι星自身は、太微右垣三（拼音: Tài Wēi Zuǒ Yuán sān）つまり太微右垣の3番星に当たり、西次將（拼音: Xīcìjiāng）とよばれる。